# Ferulago bernardii
Ferulago bernardii är en flockblommig växtart som beskrevs av Tomk. och Pimenov. Ferulago bernardii ingår i släktet Ferulago och familjen flockblommiga växter. Inga underarter finns listade i Catalogue of Life.